# Thilo Hagendorff

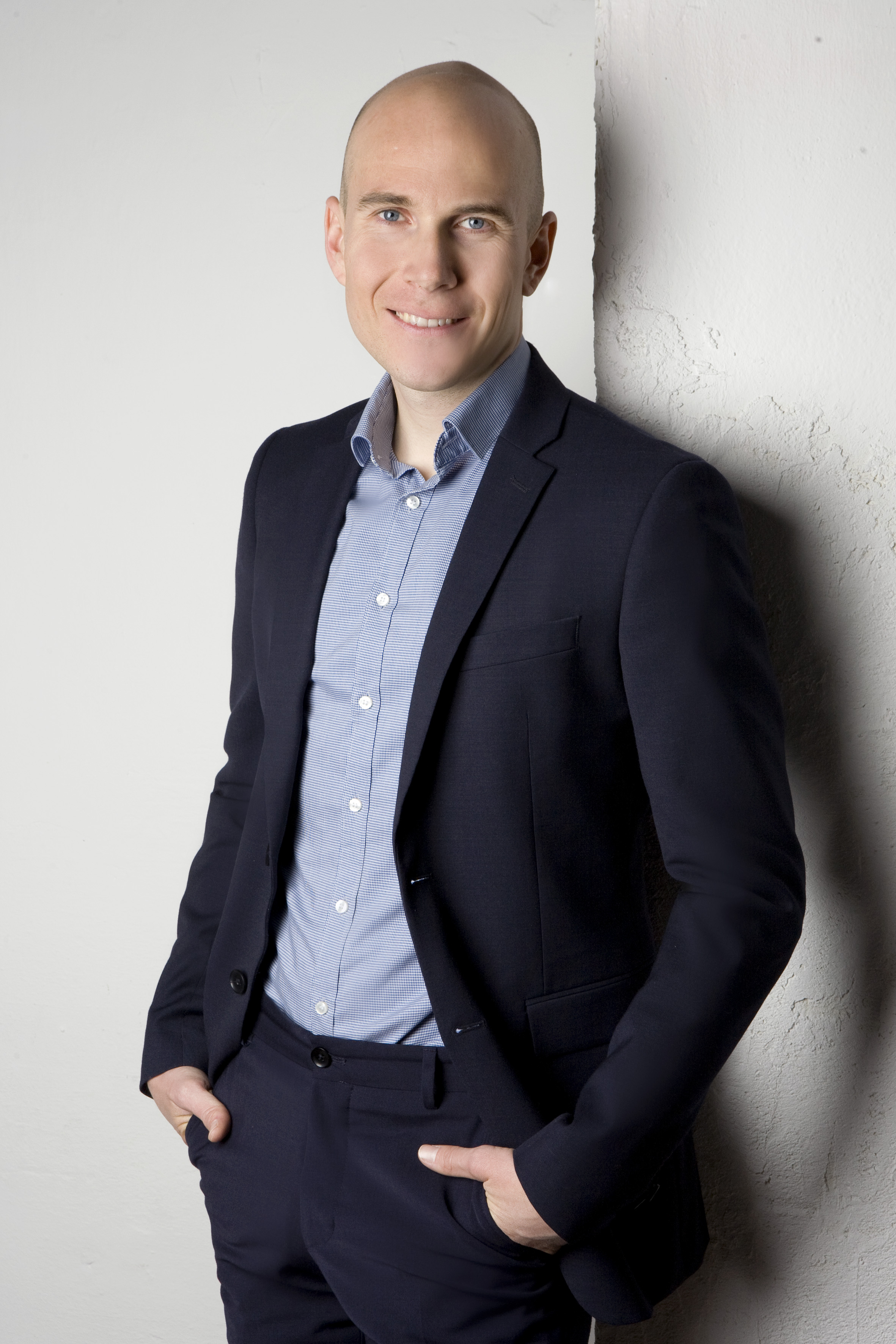
Thilo Hagendorff (2024)

Thilo Hagendorff (* 1987) ist ein deutscher Autor, KI-Forscher, Extremsportler und Weltrekordhalter.

## Werdegang
Hagendorff studierte an der Universität Konstanz und promovierte an der Universität Tübingen. Er begann anschließend ebenda als Post-Doc zu arbeiten, unter anderem im Exzellenzcluster „Machine Learning: New Perspectives for Science“. Er hatte Forschungsaufenthalte an der Stanford University sowie der UC San Diego. Als Dozent lehrt er u. a. am Hasso-Plattner-Institut in Potsdam. Seine Forschungsschwerpunkte reichen von Ethik der künstlichen Intelligenz, der Schnittstelle zwischen künstlicher Intelligenz und Kognitionswissenschaften bis zu den Human-Animal Studies.

## Publizistische und wissenschaftliche Arbeit
Hagendorff ist Autor zahlreicher wissenschaftlicher Aufsätze, Artikel und Bücher. Sein jüngstes Buch Was sich am Fleisch entscheidet beschäftigt sich mit tier- und umweltethischen Fragestellungen. Unter Rückgriff auf bislang wenig beachtete Forschungsergebnisse zeigt er, wie sowohl ökologische als auch soziale Krisen ihre Wurzeln in einem problematischen Mensch-Tier-Verhältnis haben. Er kritisiert die industrielle Nutzung und Tötung von Tieren.
In seinem Buch Das Ende der Informationskontrolle sowie diversen weiteren Fachaufsätzen beschäftigt sich Hagendorff ferner mit computerwissenschaftlichen sowie technikethischen Themen. Seine wichtigsten Arbeiten sind für die KI-Ethik einschlägig. Als Redner oder Interviewpartner hatte Hagendorff darüber hinaus Auftritte bei zahlreichen Konferenzen wie etwa der Re:publica, Unternehmen sowie in diversen Medien. Er gewann mehrere Science Slams.

## Sport
2021 brach Hagendorff den Weltrekord für die meisten mit dem Rad gefahrenen Höhenmeter in 12 Stunden. 2020 radelte er für einen guten Zweck in 17 Stunden 500 Kilometer am Stück durch Baden-Württemberg. Er errang Rennsiege sowohl im Straßenradsport als auch auf dem Mountainbike.

## Veröffentlichungen (Auswahl)
Bücher
- Was sich am Fleisch entscheidet: Über die politische Bedeutung von Tieren. Büchner-Verlag, Marburg 2021, ISBN 978-3-96317-237-3.
- Das Ende der Informationskontrolle – Zur Nutzung digitaler Medien jenseits von Privatheit und Datenschutz. Transcript Verlag, Bielefeld 2017, ISBN 978-3-8376-3777-9.
- Sozialkritik und soziale Steuerung – Zur Methodologie systemangepasster Aufklärung. Transcript Verlag, Bielefeld 2014, ISBN 978-3-8376-2660-5.
- P – Pessimismus. Textem Verlag, Hamburg 2014, ISBN 978-3-941613-87-4.